# Katsuhiro Watanbe
Katsuhiro Watanbe (ur. 27 kwietnia 1984 r.) – japoński wioślarz.

## Osiągnięcia
- Mistrzostwa Świata – Poznań 2009 – ósemka wagi lekkiej – 4. miejsce[1].